# Професионална земеделска гимназия „Климент Аркадиевич Тимирязев“
Професионална земеделска гимназия „Климент Аркадиевич Тимирязев“ или както е по-известна в Каварна като „Техникума“ е гимназия с едносменен режим на обучение.

## История
Началото на земеделското образование в Каварна е положено през 1958 година, когато в града е открит селскостопанският техникум „Ив. В. Мичурин“, който е специализиран в две направления – „Полевъдство“ и „Животновъдство“. Планът за прием на ученици през първата учебна година е 70 младежи, приети са 72. За директор на училището е назначен Васил Тасев.
Първоначално техникумът е настанен в старо училище със седем стаи, като те се използват и като общежитие. По-късно са наети няколко стаи в града, където са настанени учениците, които не са от Каварна.
През учебната 1960/1961 година вече се обучаваг 140 ученици. Окрива се и лозаро-градинарски отдел. Определен е стопански двор и започва да се строи триетажна училищна сграда, която е предадена за експлоатация през 1963 година. Обзаведени са кабинети и класни стаи, подобрена е материално-техническата база с нови машини.
През учебната 1969/1970 година селскостопанският техникум „Кл. Арк. Тимирязев“ в Толбухин се закрива, материалната му база е прехвърлена в Каварна към ССТ „Ив. В. Мичурин“. Така обединеният техникум приема името на руския учен Кл. Арк. Тимирязев. През същата година е построена сграда за ученически стол и училищно общежитие.